# سیلنیدیپین
سیلنیدیپین (انگلیسی: Cilnidipine) سیلنیدیپین یک مسدودکننده کانال کلسیم و آنتاگونیست کلسیم است که با عملکردهای مسدودکننده کانال کلسیم نوع L و نوع N همراه است. برخلاف سایر آنتاگونیست‌های کلسیم، سیلنیدیپین می‌تواند افزون بر اثر بر روی کانال کلسیم نوع L روی کانال کلسیم نوع N نیز اثر بگذارد.
این دارو هم‌اکنون برای استفاده در بیماران مبتلا به پدیده رینود و اسکلروز سیستمیک به کار می‌رود.

## عوارض جانبی
عوارض جانبی آن می‌تواند سرگیجه شدید، ضربان قلب سریع، و تورم صورت، لب ها، زبان، پلک ها، دست ها و پاها باشد.  عوارض جانبی کمتر شامل درد معده، اسهال و افت فشار خون است.